# 彭家煌
彭家煌，字蕴生，别字韫松，又名彭介黄（1898年4月1日—1933年9月4日），出生于湖南湘阴县（今汨罗市李家塅镇），中国早期乡土文学作家、左翼作家。

## 生平
清光緒二十四年三月十一日（1898年4月1日）出身于生于湘阴县清溪乡庙背里（今汨罗李家塅镇望麓村），父亲彭焯然为佃农，母亲为杨昌济之姐，杨开慧之姑妈。19岁受舅舅杨昌济资助就读湖南省立第一师范，毕业后曾在北京大学旁听。一九二四年进中华书局工作，后转商务印书馆。一九二Ｏ年代中开始创作。 1930年加入左翼作家联盟，1931年曾因“共产嫌疑”被捕，后出狱。1933年9月4日因胃穿孔去世。
妻子孙珊馨，有二子。

## 著作书目
| 标题         | 出版社           | 日期   | 类型       |
| ------------ | ---------------- | ------ | ---------- |
| 怂恿         | 开明书店         | 1927年 | 短篇小说集 |
| 茶杯里的风波 | 现代书局         | 1928年 | 短篇小说集 |
| 皮克的情书   | 现代书局         | 1928年 | 中篇小说集 |
| 管他呢       | 北新书局         | 1928年 | 短篇小说集 |
| 苦酒集       | 北新书局         | 1928年 | 短篇小说集 |
| 平淡的故事   | 大东书局         | 1929年 | 小说集     |
| 厄运         | 神州国光社       | 1930年 | 中篇小说   |
| 寒夜         | 神州国光社       | 1930年 | 短篇小说集 |
| 落花曲       | 神州国光社       | 1931年 | 长篇小说   |
| 在潮神庙     | 良友图书印刷公司 | 1933年 | 小说       |
| 喜讯         | 现代书局         | 1934年 | 长篇小说   |
| 出路         | 大东书局         | 1934年 | 小说集     |
| 彭家煌小说选 | 人民文学出版社   | 1987年 | 小说集     |